# Cătina (okręg Prahova)
Cătina – wieś w Rumunii, w okręgu Prahova, w gminie Florești. W 2011 roku liczyła 1205 mieszkańców.